# Grand Prix de la Loterie
Le Grand Prix de la Loterie, en italien Gran Premio Lotteria, est une course hippique de trot attelé se déroulant en Italie sur l'hippodrome d'Agnano, à Naples.
L'épreuve est créée en 1947 sous le nom de Lotteria di primavera (« Loterie de printemps »), mais la deuxième édition n'eut lieu qu'en 1951. C'est une épreuve internationale de Groupe I qui se courait en avril jusqu'en 1995, puis en mai (en octobre en 2013, 2020, 2021, 2022), sur une distance de 1 600 mètres, départ à l'autostart. C'était également une étape du Grand Circuit européen de trot avant sa suppression en 2012. La course se déroule en deux temps : trois batteries qualificatives puis la finale. L'allocation de celle-ci s'élève à 715 000 €.

## Palmarès
| Année | Vainqueur          | S/A  | Pays       | Père              | Driver                | Entraîneur            | Deuxième           | Troisième         | Réd.km |
| ----- | ------------------ | ---- | ---------- | ----------------- | --------------------- | --------------------- | ------------------ | ----------------- | ------ |
| 2025  | Always Ek          | M.9  | Italie     | Filip Roc         | Magnus Djuse          | Alessandro Gocciadoro | Executiv Ek        | Bleff Dipa        | 1'10"3 |
| 2024  | Capital Mail       | M.6  | Italie     | Nad Al Sheba      | Antonio Di Nardo      | Gennaro Casillo       | Night Brodde       | Deus Zack         | 1'10"6 |
| 2023  | Vernissage Grif    | M.9  | Italie     | Varenne           | Alessandro Gocciadoro | Alessandro Gocciadoro | Bleff Dipa         | Capital Mail      | 1'09"6 |
| 2022  | Vernissage Grif    | M.8  | Italie     | Varenne           | Alessandro Gocciadoro | Alessandro Gocciadoro | Vivid Wise As      | Zacon Gio         | 1'10"1 |
| 2021  | Face Time Bourbon  | M.6  | France     | Ready Cash        | Éric Raffin           | Sébastien Guarato     | Alrajah One        | Vitruvio          | 1'10"2 |
| 2020  | Zacon Gio          | M.5  | Italie     | Ruty Grif         | Roberto Vecchione     | Holger Ehlert         | Face Time Bourbon  | Vivid Wise As     | 1'10"5 |
| 2019  | Bel Avis           | H.8  | France     | Ganymède          | Jean-Michel Bazire    | Jean-Michel Bazire    | Disco Volante      | Ursa Caf          | 1'11"3 |
| 2018  | Urlo dei Venti     | M.5  | Italie     | Mago d'Amore      | Enrico Bellei         | Gennaro Casillo       | Dreammoko          | Arazi Boko        | 1'10"8 |
| 2017  | Timone Ek          | M.5  | Italie     | Mr Vic            | Enrico Bellei         | Philippe Billard      | Un Mec d'Héripré   | Tesoro Degli Dei  | 1'10"5 |
| 2016  | Oasis Bi           | M.8  | Italie     | Toss Out          | Johnny Takter         | Stefan Pettersson     | Voltigeur de Myrt  | Princess Grif     | 1'10"7 |
| 2015  | Vincennes          | F.7  | Suède      | Spotlite Lobell   | Roberto Andreghetti   | Fabrice Souloy        | Mack Grace SM      | Radiofreccia Fi   | 1'11"8 |
| 2014  | Mack Grace SM      | M.8  | Italie     | CC's Chuckie T    | Roberto Andreghetti   | Antonio Porzio        | Napoleon Bar       | No Man's Land     | 1'11"1 |
| 2013  | Mack Grace SM      | M.7  | Italie     | CC's Chuckie T    | Roberto Andreghetti   | Lucio Colletti        | Commander Crowe    | Oibambam Effe     | 1'11"3 |
| 2012  | Mack Grace SM      | M.6  | Italie     | CC's Chuckie T    | Roberto Andreghetti   | Lucio Colletti        | Nesta Effe         | Lover Power       | 1'11"8 |
| 2011  | Libeccio Grif      | M.6  | Italie     | Andover Hall      | Marco Smorgon         | Marco Smorgon         | Italiano           | Mack Grace SM     | 1'12"8 |
| 2010  | Italiano           | M.6  | Italie     | Giant Cat         | Gaetano Di Nardo      | Enrico Bellei         | Irving Rivarco     | Irambo Jet        | 1'11"3 |
| 2009  | Island Effe        | F.5  | Italie     | Lemon Dra         | Pietro Gubellini      | Edoardo Gubellini     | Ghibellino         | Oiseau de Feux    | 1'12"9 |
| 2008  | Gambling Bi        | M.5  | Italie     | Supergill         | Jean-Michel Bazire    | Fabrice Souloy        | Ghiaccio del Nord  | Algiers Hall      | 1'11"3 |
| 2007  | Exploit Caf        | M.6  | Italie     | Toss Out          | Jean-Michel Bazire    | Fabrice Souloy        | El Niño            | Felix Del Nord    | 1'12"  |
| 2006  | Malabar Circle Ås  | M.7  | Suède      | Malabar Man       | Andrea Guzzinati      | Jerry Riordan         | Lets Go            | Ludo de Castelle  | 1'12"1 |
| 2005  | Digger Crown       | M.7  | Suède      | Lindy's Crown     | Stig H. Johansson     | Stig H. Johansson     | Dart Boss          | Chance au Chef    | 1'13"  |
| 2004  | Legendary Lover K. | M.7  | États-Unis | Armbro Goal       | Enrico Bellei         | Gunnar Christiansen   | Calvin Capar       | Civil Action      | 1'12"5 |
| 2003  | Victory Tilly      | H.8  | Suède      | Quick Pay         | Stig H. Johansson     | Stig H. Johansson     | Legendary Lover K. | Hand Glider       | 1'12"7 |
| 2002  | Varenne            | M.7  | Italie     | Waikiki Beach     | Giampaolo Minnucci    | Jori Turja            | Legendary Lover K. | Victory Tilly     | 1'10"8 |
| 2001  | Varenne            | M.6  | Italie     | Waikiki Beach     | Giampaolo Minnucci    | Jori Turja            | Zambesi Bi         | Fan Idole         | 1'12"6 |
| 2000  | Varenne            | M.5  | Italie     | Waikiki Beach     | Giampaolo Minnucci    | Jori Turja            | Gill's Victory     | Tome De Sousa     | 1'12"4 |
| 1999  | Remington Crown    | M.6  | Suède      | Lord of All       | Jos Verbeeck          | Jan Kruithof          | Nuke It Linsay     | Somolli Silvio    | 1'11"1 |
| 1998  | Kramer Boy         | M.5  | Suède      | Sugarcane Hanover | Johnny Takter         | Johnny Takter         | Huxtable Hornline  | Moni Maker        | 1'14"1 |
| 1997  | Wesgate Crown      | M.6  | États-Unis | Royal Prestige    | Enrico Bellei         | Raz Mackenzie         | Moni Maker         | Kramer Boy        | 1'12"4 |
| 1996  | Crowning Classic   | M.5  | États-Unis | Crowning Point    | Mauro Baroncini       | Mauro Baroncini       | Toss Out           | Lubro Gim         | 1'12"4 |
| 1995  | Ina Scot           | F.6  | Suède      | Allen Hanover     | Helen Johansson       | Kjell Dahlström       | Bolets Igor        | Bullville Victory | 1'13"1 |
| 1994  | Uconn Don          | M.6  | États-Unis | Super Bowl        | Andrea Baveresi       | Andrea Baveresi       | McCluckey          | Mint di Iesolo    | 1'13"7 |
| 1993  | Embassy Lobell     | M.6  | États-Unis | Speedy Crown      | Wim Paal              | Wim Paal              | Kosar              | Anders Crown      | 1'12"8 |
| 1992  | Bravur Sund        | M.8  | Suède      | Crown's Cristy    | Mauro Baroncini       | Mauro Baroncini       | Peace Corps        | Incredible D.J.   | 1'12"7 |
| 1991  | Peace Corps        | F.6  | États-Unis | Baltic Speed      | Stig H. Johansson     | Stig H. Johansson     | Yourworstnightmare | Ultra Ducal       | 1'14"  |
| 1990  | Evann C.           | F.5  | États-Unis | Speedy Crown      | Björn Lindblom        | Björn Lindblom        | Fiaccola Effie     | Solomon Hanover   | 1'12"9 |
| 1989  | Hollyhurst         | M.7  | États-Unis | Florida Pro       | Lorenzo Baldi         | Lorenzo Baldi         | Napoletano         | Limbo Joe         | 1'13"2 |
| 1988  | Grades Singing     | F.6  | États-Unis | Texas             | Olle Goop             | Olle Goop             | Potin d'Amour      | Mack The Knife    | 1'12"8 |
| 1987  | Limbo Joe          | M.6  | États-Unis | ABC Freight       | Vittorio Guzzinati    | Vittorio Guzzinati    | Esotico Pride      | Jeff's Spice      | 1'13"9 |
| 1986  | Classy Rogue       | M.8  | États-Unis | Nevele Pride      | William Casoli        | William Casoli        | Superplay          | Monarch T.        | 1'14"8 |
| 1985  | Evita Broline      | F.6  | Suède      | Nevele Pride      | Berndt Lindstedt      | Berndt Lindstedt      | The Onion          | Bion di Iesolo    | 1'13"9 |
| 1984  | The Onion          | M.5  | Suède      | Quick Pay         | Stig H. Johansson     | Stig H. Johansson     | Evita Broline      | Newfi Hanover     | 1'14"1 |
| 1983  | Keystone Patriot   | M.6  | États-Unis | Hickory Pride     | Veijo Heiskanen       | Antti Savolainen      | Song and Dance Man | Ghendero          | 1'15"6 |
| 1982  | Our Dream of Mite  | M.6  | États-Unis | Dream of Glory    | Eduardo Gubellini     | Eduardo Gubellini     | Hêtre Vert         | Gator Bowl        | 1'14"7 |
| 1981  | Contingent Fee     | M.7  | États-Unis | Nevele Pride      | Mario Rivara          | Mario Rivara          | Song and Dance Man | Enriquillo        | 1'16"2 |
| 1980  | Hillion Brillouard | M.7  | France     | Raskolnikov Z     | Philippe Allaire      | Philippe Allaire      | Speed Expert       | Gibson            | 1'13"8 |
| 1979  | The Last Hurrah    | M.8  | États-Unis | Ayres             | Vivaldo Baldi         | Vivaldo Baldi         | High Echelon       | Delfo             | 1'14"9 |
| 1978  | The Last Hurrah    | M.7  | États-Unis | Ayres             | Vivaldo Baldi         | Vivaldo Baldi         | Granit             | Fakir du Vivier   | 1'14"5 |
| 1977  | Wayne Eden         | M.7  | États-Unis | Speedy Rodney     | Anselmo Fontanesi     | Anselmo Fontanesi     | Dalko II           | Waymaker          | 1'14"7 |
| 1976  | Bellino II         | M.9  | France     | Boum III          | Jean-René Gougeon     | Jean-René Gougeon     | Delfo              | Dalko II          | 1'15"2 |
| 1975  | Dimitria           | F.6  | France     | Mario             | Léopold Verroken      | Léopold Verroken      | Axius              | Bourbon           | 1'16"1 |
| 1974  | Top Hanover        | M.6  | États-Unis | Ayres             | Gerhard Krüger        | Gerhard Krüger        | Timothy T.         | Sharif di Iesolo  | 1'17"7 |
| 1973  | Lightning Larry    | M.5  | États-Unis | Speedster         | Eduardo Gubellini     | Eduardo Gubellini     | Latest Record      | Carosio           | 1'16"5 |
| 1972  | Amyot              | M.6  | France     | Garde Moi         | Louis Sauvé           | Louis Sauvé           | Keystone Spartan   | Barbablu          | 1'16"8 |
| 1971  | Une de Mai         | F.7  | France     | Kerjacques        | Jean-René Gougeon     | Jean-René Gougeon     | Barbablu           | Murray Mir        | 1'16"7 |
| 1970  | Une de Mai         | F.6  | France     | Kerjacques        | Jean-René Gougeon     | Jean-René Gougeon     | Eileen Eden        | Snow Speed        | 1'16"6 |
| 1969  | Une de Mai         | F.5  | France     | Kerjacques        | Jean-René Gougeon     | Jean-René Gougeon     | Tidalium Pelo      | Eileen Eden       | 1'16"6 |
| 1968  | Eileen Eden        | F.5  | États-Unis | Spectator         | Johannes Frømming     | Johannes Frømming     | Roquépine          | Pro               | 1'16"5 |
| 1967  | Roquépine          | F.6  | France     | Atus II           | Jean-René Gougeon     | Jean-René Gougeon     | Lansing Hanover    | Short Stop        | 1'16"4 |
| 1966  | Cheer Honey        | F.6  | États-Unis | Florican          | Gerhard Krüger        | Gerhard Krüger        | Marengo Hanover    | Pick Wick         | 1'16"5 |
| 1965  | Elma               | F.5  | États-Unis | Hickory Smoke     | Johannes Frømming     | Jonel Chyriacos       | Fury Hanover       | Oscar RL          | 1'16"5 |
| 1964  | Hurst Hanover      | M.6  | États-Unis | Kimberly Kid      | Giancarlo Baldi       | Giancarlo Baldi       | Fury Hanover       | Nike Hanover      | 1'16"7 |
| 1963  | Behave             | M.5  | États-Unis | Rodney            | Sergio Brighenti      | Sergio Brighenti      | Brogue Hanover     | Firestar          | 1'16"4 |
| 1962  | Tornese            | M.10 | Italie     | Pharaon           | Sergio Brighenti      | Sergio Brighenti      | Crevalcore         | Quick Song        | 1'16"8 |
| 1961  | Kracovie           | F.7  | France     | Voronoff          | Roger Vercruysse      | Roger Vercruysse      | Tornese            | Quick Song        | 1'17"  |
| 1960  | Nievo              | M.   | Italie     | Pharaon           | Ugo Bottoni           | Ugo Bottoni           | Tornese            | Icare IV          | 1'17"5 |
| 1959  | Icare IV           | M.7  | France     | Javari            | Walter Baroncini      | Walter Baroncini      | Jarolian           | Silver Way        | 1'16"7 |
| 1958  | Tornese            | M.6  | Italie     | Pharaon           | Sergio Brighenti      | Sergio Brighenti      | Orco               | Crevalcore        | 1'17"9 |
| 1957  | Tornese            | M.5  | Italie     | Pharaon           | Mario Santi           | Sergio Brighenti      | Gélinotte          | Assisi            | 1'18"5 |
| 1956  | Gélinotte          | F.6  | France     | Kairos            | Charley Mills         | Charley Mills         | Assisi             | Home Free         | 1'17"8 |
| 1955  | Birbone            | M.10 | Italie     | Inverno           | Vivaldo Baldi         | Vivaldo Baldi         | Bayard             | Hit Song          | 1'18"6 |
| 1954  | Saint Clair        | F.8  | États-Unis | Spencer Scott     | Odoardo Baldi         | Odoardo Baldi         | Unico              | Douglas           | 1'19"4 |
| 1953  | Birbone            | M.8  | Italie     | Inverno           | Vivaldo Baldi         | Vivaldo Baldi         | Tryhussey          | Bayard            | 1'18"5 |
| 1952  | Birbone            | M.7  | Italie     | Inverno           | Vivaldo Baldi         | Vivaldo Baldi         | Agrio              | Ticcina           | 1'18"6 |
| 1951  | Bayard             | M.5  | Italie     | Mistero           | Ugo Bottoni           | Ugo Bottoni           | Agrio              | Contessa de Sota  | 1'20"3 |
| 1947  | Giaur da Brivio    | M.4  | Italie     | Brivio            | Ugo Bottoni           |                       | Tavonio            | Bredore           | 1'24"8 |